# Новозаводской район
Новозаводской район (укр. Новозаводський район) — один из двух административных районов Черниговского горсовета Черниговской области Украины, включает западную часть Чернигова. Администрация — Новозаводской райсовет. Адрес: Чернигов, 14013, улица Ивана Мазепы, 19.

## Население
Население на 1987 год — 117 тысяч человек (40,77 % населения города).

### Языковой состав
Родной язык населения по данным переписи 2001 года:
| Язык       | Численность, чел. | Доля     |
| ---------- | ----------------- | -------- |
| Украинский | 90 176            | 76,12 %  |
| Русский    | 26 246            | 22,16 %  |
| Другое     | 2 041             | 1,72 %   |
| Итого      | 118 463           | 100,00 % |

Украинский язык является основным и единственным официальным языком района.

## История
3 января 1974 года Новозаводской район был создан путём раздела города Чернигова на два района (второй — Деснянский). В 1986-1987 годы были построены помещение для издательства «Десна», школы № 15, детского садика на 320 мест, очистные сооружения.
В районе в конце 1980-х годов действовало 42 предприятия, 19 строительных и 24 транспортных организаций, 182 предприятия торговли и общественного питания. Предприятия района легкой, пищевой и химической промышленностей. Производственное объединение «Химволокно» — крупнейшее предприятие. Кроме того функционировали камвольно-суконный комбинат, городской мукомольный комбинат, производственное объединение хлебопекарской промышленности, ТЭЦ. На территории района расположены крупный железнодорожный узел, а также 3 ж/д станции (Чернигов-Северный, Подусовка, грузовая Жавинская-Затока). Социальная сфера была представлена 14 больничными заведениями, 3 средними специальными учебными заведениями, 14 общеобразовательными школами, где насчитывалось свыше 14 тысяч учеников, 8 профессионально-технических училищ, 38 детских дошкольных заведений.
На территории Новозаводского района работали «Укрдіпроводгосп», «Укрземпроект», Украинский НДИНГИ Госплана УССР, научно-производственное объединение «Текстильхиммаш», отделение Украинского научно-исследовательского горнорудного института, филиал института «Укрдіпроводгосп», 7 клубов и домов культуры, в том числе дворец культуры производственного объединения «Химволокно», 5 кинотеатров и кинозалов на 1600 мест, 79 б-к, 23 музея и музейных комнат, 3 стадиона и 106 спортивных площадок.

## География
Площадь Новозаводского района Чернигова — 32,62 км² (41,29 % от общей площади города). Граница между Деснянским и Новозаводский районами проходит по проспекту Мира. Новозаводской район расположен западнее проспекта Мира, за исключением некоторых участков которые относятся к Деснянскому району (в центре западнее улицы Кирпоноса). Район включает такие исторические районы: Лесковица, Землянки, Холодные Яры, Болдины горы, Елецкая Гора; бывшие сёла Коты и Масаны; бывший посёлок Забаровка; бывший пгт Западный; Черторыевские Яры и Красный Хутор; жилые массивы многоэтажной застройки Шерстянка и Масаны, смешанной застройки — Старая Подусовка и Заречный (посёлок Заречное), усадебной застройки — Новая Подусовка и Астра; а также Урочище Святое (Пролетарский гай), аэропорт (возле села Шестовица). Заречный и Аэропорт — эксклавы Черниговского горсовета на территории Черниговского района.
Крайняя южная часть расположена на левом берегу Десны.
На юге протекает река Десна а также несколько озёр (искусственный — земснаряд, природные — Монастырское, Прикол), а на востоке её притока Стрижень. На западе к району примыкают на севере лесной массив, на западе сёла Старый Белоус, Павлока, Гущин, Жавинка.

## Экономика
Промышленные предприятия:
- ООО Черниговский завод специального автотранспорта (ранее «Киноремснаб», «Кинотехпром», «Укркинотехпром»; ул. Гребинки, 89)
- ОАО «Черниговское химволокно» (ул. Ивана Мазепы, 78)
- ООО «Витротекс» (ул. Музыкальная, 1)
- АТЗТ «Черниговфильтр» (ул. Ивана Мазепы, 110А)
- ОАО «Черниговшерсть» (ул. Текстильщиков, 1)
- ЗАО «Камвольно-суконная компания Чексил» (ранее Черниговский камвольно-суконный комбинат; ул. Ивана Мазепы, 66)
- ЧПТП «Джи-Эн-Эл» (ул. Ивана Мазепы, 57)
- ЗАО пивкомбинат «Десна» (ул. Инструментальная, 20)
- ЗАО «Черниговский мясокомбинат» (ул. Любечская, 80)
- ЗАО «Ритм» (ул. Старобелоусская, 71)
- ЗАО «Черниговрыба» (ул. Старобелоусская, 69)
- ООО производственно-пищевой комплекс «Нивки» (ул. Инструментальная, 30)
- ТОВ «Черниговская маслосырбаза» (ул. Репкинская, 27)
- ТОВ «Черниговский завод строительных материалов» (ранее Силикатный завод; Киевское шоссе, 3)
- ЗАО кирпичный завод № 3 (ул. Попова, 6)
- ЗАО «УкрСиверСтрой» (ул. Ремесленная, 28)
- Черниговская фабрика музыкальных инструментов (с 2000 года закрыта; ул. Музыкальная, 1)
- ОАО "Котельный завод «Колвиэнергомаш» (ул. Инструментальная, 17)
- научно-производственное объединение "Группа компаний «МАГР» (ул. Широкая, 2)
- ООО производственно-торговое предприятие «Бравалюр» (ул. Любечская, 191А)
- Черниговская ТЭЦ (ул. Ушинского, 23)

Непроизводственные учрежденияː
- ГП Черниговторф (ул. Общественная, 35а)
- ЧАО «Облтеплокоммунэнерго» (ул. Ремесленная, 55А)
- ЧАО региональная газовая (газораспределительная) компания Черниговгаз (ул. Любечская, 68)

## Транспорт
В Новозаводском районе присутствуют все виды общественного транспорта Чернигова: троллейбус, автобус и маршрутное такси.
Главные транспортные артерии: проспект Победы, улицы Глебова, Ивана Мазепы, Казацкая, Любечская, Леонида Пашина, Толстого.
На территории района расположена территория речного порта на Жавинском заливе — в конце улицы Ушинского.

## Достопримечательности
На территории района расположены Елецкая и Болдины горы, где расположены комплексы сооружений соответственно Елецкого и Троицкого монастырей.

## Социальная сфера
Здесь расположены два дворца культуры: городской имени Владислава Радченко (бывший дворец Химиков) (Ивана Мазепы, 23), художественного творчества
(Дмитрия Самоквасова, 8); библиотеки: научно-медицинская (Любечская, 7Б), центральная городская библиотека имени М. М. Коцюбинского и Черниговская городская библиотека для детей имени А. П. Довженко (Княжая, 22/43).

### Здравоохранение
На территории Новозаводского района расположены 3 больницы (городская № 4, филиал 3-го поликлинического отделения, поликлиника Масаны) и часть больничного комплекса (детская больница, детская поликлиника № 1, кардиологический центр), санатории (Связист, Зелёный гай, Химик, гериатрический пансионат).

### Образование

#### Среднее и начальное
Детские дошкольные заведения — . В них детей —
Всего школ — 10 (№№ 4, 6, 14, 15, 17, 20, 24, 32, 34, 35); закрытые — 3 (№ 10 — в 2020, №№ 18 и 21 — в 2022 году)

#### Высшее
Филиалы ВУЗов:
- институт имени Героев Крут МАУП (Промышленная улица, 17)

Колледжи, лицеи, училища:
- Черниговский профессиональный колледж экономики и технологий (подразделение национального университета «Черниговская политехника») (Казацкая, 7)
- профессиональный колледж информации и дизайна КНУТД (механико-технологический техникум) (улица Ивана Мазепы, 64А)
- профессиональный лицей железнодорожного транспорта № 5 (Ремесленная улица, 56)
- Черниговское высшее профессиональное училище бытового обслуживания (Казацкая, 11А)